# Lies and Truth
«Lies and Truth» es el sexto sencillo de la banda japonesa L'Arc~en~Ciel. La canción que le da nombre, fue el tema de cierre del programa de televisión Count Down. El videoclip se grabó en una mansión de estilo europeo situada en la ciudad de Iruma, en la prefectura de Saitama. 
En 2006 los primeros 15 sencillos de la banda fueron reeditados en formato de 12cm y no el de 8cm original. 

## Lista de canciones
| N.º | Título                              | Letras | Música | Duración |  |
| 1.  | «Lies and Truth»                    | Hyde   | Ken    |          |  |
| 2.  | «Sai wa Nagerareta»                 | Hyde   | Ken    |          |  |
| 3.  | «Lies and Truth (hydeless Version)» |        | Ken    |          |  |